# ドミトリー・カバノフ
ドミトリー・カバノフ（Dmitry Kabanov　1980年2月13日- ）はロシアの柔道選手。階級は100kg級。

## 人物
2005年のロシア国際100kg級で優勝を飾った。世界選手権では銅メダルを獲得した。しかし、オリンピックには出場できなかった。

## 主な戦績
- 2001年 - オランダ国際　3位
- 2004年 - イギリス国際　2位
- 2005年 - ロシア国際　優勝
- 2005年 - ルーマニア国際　3位
- 2005年 - 世界選手権　3位